# (37150) 2000 VJ53
2000 VJ53 (asteroide 37150) é um asteroide da cintura principal. Possui uma excentricidade de 0.09740690 e uma inclinação de 6.08420º.
Este asteroide foi descoberto no dia 3 de novembro de 2000 por LINEAR em Socorro.